# Bremervörde
Bremervörde település Németországban, azon belül Alsó-Szászország tartományban. Lakosainak száma 19 023 fő (2023. december 31.). Bremervörde Oerel, Hollnseth, Alfstedt, Ebersdorf, Gnarrenburg, Sandbostel, Deinstedt, Farven, Kutenholz, Heinbockel, Oldendorf, Estorf és Kranenburg községekkel határos.

## Népesség
A település népességének változása:
| Lakosok száma | 18 608 | 18 623 | 18 528 | 18 666 | 18 793 | 19 023 |
|               | 2016   | 2017   | 2019   | 2021   | 2022   | 2023   |